# Focșani
Focșani (pronunciat en romanès com [fokˈʃanʲ]; en alemany Fokschan; en hongarès Foksány) és una ciutat de Romania, capital de la província de Vrancea. Situada a la riba del riu Milcov, disposava, segons el cens de 2002, de 101.854 habitants.

## Geografia
El municipi de Focşani està situat sobre la línia de convergència entres dues plaques tectòniques, fet que el converteix, com a la resta de la província, en la regió de major risc sísmic de tota Romania.
Situada en un territori força pla, la ciutat destaca com un dels grans centres vitivinícoles del país, amb diversos vins coneguts, entre els quals destaca l'anomenat Weisse von Fokshan, o els vins d'Odobeşti, localitat a tocar de la mateixa Focşani.
La regió de Vrancea destaca també per ésser un territori ric en ferro, carbó, coure i petroli. Tot i així, la ciutat no ha esdevingut un gran centre industrial que aprofiti aquestes matèries primeres.

## Població
| Evolució de la població de Focşani |          |
| Any                                | Població |
| Cens 1912                          | 25,066   |
| Cens 1930                          | 32,481   |
| Cens 1948                          | 27,960   |
| Cens 1956                          | 28,244   |
| Cens 1966                          | 35,094   |
| Cens 1977                          | 56,490   |
| Cens 1992                          | 101,335  |
| Cens 2002                          | 101,854  |

Tal com recullen les dades dels diversos cens realitzats, la població de Focşani ha anat creixent al llarg de tot el segle xx, amb l'excepció dels anys corresponents a la Segona Guerra Mundial, quan la ciutat va perdre gairebé un 14% dels seus residents.
D'acord amb les dades del darrer cens, de 2002, Focşani té una població de 101.854 residents, fet que la converteix en la 25a població més gran de Romania.
La composició ètnica, segons es deriva d'aquest mateix cens, és la reflectida a continuació:
- Romanesos: 98,68%

- Gitanos: 1,07%

- Hongaresos: 0,05%

- Altres: 0,2%

## Història

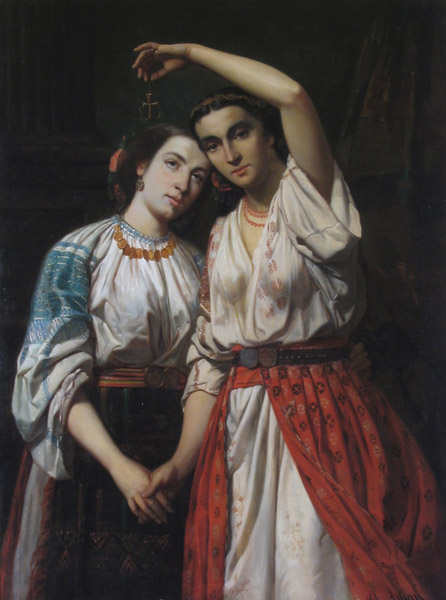
La Unió dels Principats, per Theodor Aman (1857)

La situació de Focşani a la ribera del riu Milcov la va convertir, durant molts anys, en el pas fronterer entre Moldàvia i Valàquia. Així, a partir del segle xviii, la ciutat va prosperar com a important centre comercial i punt de pas obligat de la ruta comercial entre Rússia i els Balcans.
Durant les guerres que enfrontaren a l'Imperi Rus amb l'Imperi Otomà, la ciutat acollí, el 1772, un congrés entre diplomàtics d'ambdues nacions. Pocs anys més tard, el 1789, la regió fou el camp de batalla entre ambdues potències. Les tropes russes, sota el comandament d'Aleksandr Suvórov i recolzades per l'exèrcit dels Habsburg, van derrotar el contingent otomà i els infligiren prop de 1.600 baixes.
Ja al segle xix, en finalitzar la Guerra de Crimea, Focşani es va convertir en un dels principals nuclis defensors de la unió entre Moldàvia i Valàquia. Aquests fets van acabar portant a l'elecció d'Alexandru Ioan Cuza com a príncep d'ambdós territoris, essent coronat a Bucarest i a Iaşi. La ciutat esdevingué seu del Centre de Regulació de les Legislacions (dedicat a unificar les lleis d'ambdós principats) i seu de la Cort Suprema de Justícia. Ambdues institucions van desaparèixer el 1864, quan el Principat de Romania va esdevenir un estat unificat. Tot i així, el nou país va reconèixer el paper de la ciutat en la seva formació, amb la construcció d'un obel·lisc a la Plaça de la Unió de la localitat.
El 1917, durant la campanya romanesa de la Primera Guerra Mundial, Focşani i Galaţi van formar part d'una línia de fortificacions coneguda com a Línia Siret. La ciutat acollí, el 9 de desembre d'aquell mateix any, la signatura de l'armistici entre el Regne de Romania i les Potències Centrals.
El 1944, durant la Segona Guerra Mundial, la ciutat tornà a ser inclosa en una línia fortificada que havia d'arribar fins a Galaţi i que, defensada per nou divisions d'elit, havia de resistir l'avanç de l'Exèrcit Roig després de la seva victòria a Târgul Frumos. Tot i així, el gir donat pel cop d'Estat del 23 d'agost de 1944, va fer que aquesta defensa mai es materialitzés, i deixà el pas obert a l'entrada de les tropes soviètiques cap al sud de Romania.

## Ciutats agermanades
La ciutat de Focşani està agermanada amb les següents localitats:
- Tívoli, Itàlia
- Patras, Grècia
- Potenza, Itàlia
- Ramat Gan, Israel
- 's-Hertogenbosch, Països Baixos